# Tymianki-Szklarze
Tymianki-Szklarze – wieś w Polsce położona w województwie mazowieckim, w powiecie ostrowskim, w gminie Boguty-Pianki.
Wieś wchodzi w skład sołectwa Tymianki-Okunie.
Dawniej wieś i folwark.
Wierni Kościoła rzymskokatolickiego należą do parafii św. Jana Apostoła w Nurze.

## Historia
W I Rzeczypospolitej Tymianki należały do ziemi nurskiej.
W roku 1827 we wsi były 4 domy i 22 mieszkańców.
Pod koniec wieku XIX miejscowość drobnoszlachecka w powiecie ostrowskim, gmina Kamieńczyk Wielki, parafia Nur. We wsi osad 2 i 2 morgi gruntu.
Pobliski folwark rozległy na 189 morgów, w tym: grunty orne i ogrody – 107, łąki – 4, pastwiska – 58, las – 18, nieużytki – 14 morgów.
W latach 1921–1931 wieś i folwark leżał w województwie białostockim, w powiecie ostrołęckim, w gminie Boguty.
Według Powszechnego Spisu Ludności z 1921 roku wieś zamieszkiwały 52 osoby w 4 budynkach mieszkalnych. Miejscowość należała do parafii rzymskokatolickiej w m. Boguty-Pianki. Podlegała pod Sąd Grodzki w Czyżewie i Okręgowy w Łomży; właściwy urząd pocztowy mieścił się w Bogutach.
W okresie międzywojennym posiadłość ziemską posiadała tu Sukcesja Jadwigi Zaolskiej (108 mórg).
W wyniku napaści ZSRR na Polskę we wrześniu 1939 miejscowość znalazła się pod okupacją sowiecką. Od czerwca 1941 roku pod okupacją niemiecką. Od 22 lipca 1941 do 1945 włączona w skład Landkreis Lomscha, Bezirk Bialystok III Rzeszy.
W latach 1975–1998 miejscowość administracyjnie należała do województwa łomżyńskiego.